# Haplochytis
Haplochytis là một chi bướm đêm thuộc họ Crambidae.